# جوناس سيبوليس
جوناس سيبوليس (11 أغسطس 1939 – 28 مايو 2015) هو ملاكم من الاتحاد السوفيتي كاميروني راحل، مثّل بلاده في الألعاب الأولمبية الصيفية 1968.

## روابط خارجية
جوناس سيبوليس على موقع أوليمبيديا (الإنجليزية)